# Andrena ablegata
Andrena ablegata är en biart som först beskrevs av Cockerell 1922.  Andrena ablegata ingår i släktet sandbin, och familjen grävbin. Inga underarter finns listade i Catalogue of Life.